# Jaume Munar
Jaume Munar, né le 5 mai 1997 à Santanyí (Îles Baléares), est un joueur de tennis espagnol, professionnel depuis 2014.

## Carrière
Prometteur sur le circuit junior, Jaume Munar remporte en 2014 les tournois Grade 1 de Casablanca, d'Umag et de Villena. À Roland-Garros, il atteint la finale où il est battu par Andrey Rublev. Au printemps 2015, il participe à la première édition du Masters Junior qu'il termine à la dernière place. Il dispute une nouvelle fois les Internationaux de France et remporte le tournoi de double avec Álvaro López San Martín.
Entre 2016 et 2017, il s'impose à sept reprises en tournois Futures, ce qui lui permet d'être sélectionné comme 4e joueur pour le quart de finale de la Coupe Davis en raison du forfait de Marcel Granollers. Il dispute un match sans enjeu contre Dušan Lajović. Début août, il s'impose en Challenger à Ségovie.
Il se révèle lors des Internationaux de France 2018 où il s'extirpe des qualifications puis élimine David Ferrer au premier tour en cinq manches et plus de 4 heures de jeu (3-6, 3-6, 7-63, 7-64, 7-5). Dans la foulée, il s'adjuge les tournois de Prostějov et Caltanissetta, puis atteint les demi-finales du tournoi ATP de Kitzbühel. En fin d'année, il se qualifie pour le Masters Next Gen. Il atteint les demi-finales où il s'incline contre Alex de Minaur.
En 2019, il dispute cinq quarts de finale sur le circuit ATP dont trois consécutifs en Amérique du Sud. À Marrakech, il bat le n°3 mondial Alexander Zverev. Il conclut sa saison avec une victoire au Challenger de Montevideo. En 2020, il mène deux sets à zéro contre Stéfanos Tsitsipás à Roland-Garros avant de s'incliner (4-6, 2-6, 6-1, 6-4, 6-4). Il remporte également un tournoi Challenger à Lisbonne. Quart de finaliste à Buenos Aires en 2021, il atteint la semaine suivante la finale du tournoi ATP de Santiago en double. Début avril, il se qualifie pour la finale du tournoi de Marbella après avoir disposé de Fabio Fognini au second tour.
En 2025, il parvient en demi-finale du tournoi de Dallas, sur dur en éliminant le Chinois Bu Yunchaokete (7-5, 6-2) ainsi que le récent demi-finaliste de l'Open d'Australie Ben Shelton (6-2, 7-6). Luttant contre l'Italien Matteo Arnaldi en quarts (6-4, 3-6, 6-3), il offre une belle résistance contre le Norvégien Casper Ruud, numéro cinq mondial, mais doit s'incliner dans le jeu décisif du dernier set (2-6, 6-2, 6-7).

## Palmarès

### Finale en simple messieurs
| No | Date       | Nom et lieu du tournoi              | Catégorie | Dotation  | Surface      | Vainqueur           | Score         |          |
| -- | ---------- | ----------------------------------- | --------- | --------- | ------------ | ------------------- | ------------- | -------- |
| 1  | 05-04-2021 | AnyTech365 Andalucia Open, Marbella | ATP 250   | 408 800 € | Terre (ext.) | Pablo Carreño Busta | 6-1, 2-6, 6-4 | Parcours |

### Finales en double messieurs
| No | Date       | Nom et lieu du tournoi            | Catégorie | Dotation    | Surface      | Vainqueurs                     | Partenaire        | Score     |          |
| -- | ---------- | --------------------------------- | --------- | ----------- | ------------ | ------------------------------ | ----------------- | --------- | -------- |
| 1  | 08-03-2021 | Chile Dove Men+Care Open Santiago | ATP 250   | 569 010 $   | Terre (ext.) | Simone Bolelli Máximo González | Federico Delbonis | 7-64, 6-4 | Parcours |
| 2  | 17-02-2025 | Rio Open by Claro Rio de Janeiro  | ATP 500   | 2 396 115 $ | Terre (ext.) | Rafael Matos Marcelo Melo      | Pedro Martínez    | 6-2, 7-5  | Parcours |

## Parcours dans les tournois duGrand Chelem

### En simple
| Année | Open d'Australie | Open d'Australie | Internationaux de France | Internationaux de France | Wimbledon       | Wimbledon       | US Open         | US Open            |
| ----- | ---------------- | ---------------- | ------------------------ | ------------------------ | --------------- | --------------- | --------------- | ------------------ |
| 2018  | 1er tour (1/64)  | Gaël Monfils     | 2e tour (1/32)           | Novak Djokovic           | —               | —               | 2e tour (1/32)  | D. Schwartzman     |
| 2019  | 1er tour (1/64)  | Fabio Fognini    | 1er tour (1/64)          | Salvatore Caruso         | 1er tour (1/64) | Kyle Edmund     | 1er tour (1/64) | Dominik Köpfer     |
| 2020  | 2e tour (1/32)   | Alexei Popyrin   | 1er tour (1/64)          | Stéfanos Tsitsipás       | Annulé          | Annulé          | 1er tour (1/64) | Dominic Thiem      |
| 2021  | —                | —                | 2e tour (1/32)           | Reilly Opelka            | 1er tour (1/64) | Ilya Ivashka    | 1er tour (1/64) | Aslan Karatsev     |
| 2022  | 1er tour (1/64)  | Aslan Karatsev   | 2e tour (1/32)           | Diego Schwartzman        | 2e tour (1/32)  | Cameron Norrie  | 1er tour (1/64) | R. Carballés Baena |
| 2023  | 1er tour (1/64)  | Dalibor Svrčina  | 1er tour (1/64)          | Francisco Cerúndolo      | 2e tour (1/32)  | Lorenzo Musetti | —               | —                  |
| 2024  | 2e tour (1/32)   | Adrian Mannarino | 2e tour (1/32)           | Alex de Minaur           | 2e tour (1/32)  | Alex de Minaur  | 1er tour (1/64) | Gabriel Diallo     |
| 2025  | 1er tour (1/64)  | Casper Ruud      | 2e tour (1/32)           | Arthur Fils              | 3e tour (1/16)  | Marin Čilić     |                 |                    |

N.B. : à droite du résultat se trouve le nom de l'ultime adversaire.

### En double messieurs
| Année | Open d'Australie                                                                         | Open d'Australie | Internationaux de France                                                              | Internationaux de France                                                            | Wimbledon                                                                          | Wimbledon                                                                                | US Open | US Open |
| ----- | ---------------------------------------------------------------------------------------- | ---------------- | ------------------------------------------------------------------------------------- | ----------------------------------------------------------------------------------- | ---------------------------------------------------------------------------------- | ---------------------------------------------------------------------------------------- | ------- | ------- |
| 2019  | —                                                                                        | —                | 1er tour (1/32) R. Carballés \|\| style="text-align:left;" \| L. Kubot M. Melo        | 2e tour (1/16) C. Norrie \|\| style="text-align:left;" \| M. Daniell W. Koolhof     | —                                                                                  | —                                                                                        |         |         |
| 2020  | 2e tour (1/16) J. S. Cabal \|\| style="text-align:left;" \| Bob Bryan Mike Bryan         | —                | —                                                                                     | Annulé                                                                              | Annulé                                                                             | —                                                                                        | —       |         |
| 2021  | —                                                                                        | —                | —                                                                                     | —                                                                                   | 1/8 de finale C. Norrie \|\| style="text-align:left;" \| A. Göransson Casper Ruud  | 1er tour (1/32) Ilya Ivashka \|\| style="text-align:left;" \| Sander Gillé Joran Vliegen |         |         |
| 2022  | 1er tour (1/32) A. Davidovich \|\| style="text-align:left;" \| Jason Kubler C. O'Connell | —                | —                                                                                     | —                                                                                   | —                                                                                  | 2e tour (1/16) F. López \|\| style="text-align:left;" \| M. Demoliner João Sousa         |         |         |
| 2023  | —                                                                                        | —                | 2e tour (1/16) R. Carballés \|\| style="text-align:left;" \| Rajeev Ram Joe Salisbury | —                                                                                   | —                                                                                  | —                                                                                        | —       |         |
| 2024  | —                                                                                        | —                | 1er tour (1/32) P. Martínez \|\| style="text-align:left;" \| J. Murray M. Venus       | 2e tour (1/16) P. Martínez \|\| style="text-align:left;" \| H. Heliövaara H. Patten | 1er tour (1/32) P. Martínez \|\| style="text-align:left;" \| Hugo Nys J. Zieliński |                                                                                          |         |         |

N.B. : le nom du partenaire se trouve sous le résultat ; les noms des ultimes adversaires se trouvent à droite.

## Parcours dans lesMasters 1000
| Année | Indian Wells          | Miami                 | Monte-Carlo           | Madrid                    | Rome                   | Canada               | Cincinnati           | Shanghai           | Paris |
| ----- | --------------------- | --------------------- | --------------------- | ------------------------- | ---------------------- | -------------------- | -------------------- | ------------------ | ----- |
| 2019  | 1er tour A. Popyrin   | 2e tour K. Anderson   | 2e tour B. Ćorić      | 1er tour K. Khachanov     | —                      | —                    | —                    | —                  | —     |
|       |                       |                       |                       |                           |                        |                      |                      |                    |       |
| 2021  | 1er tour C. Taberner  | —                     | —                     | 1er tour A. de Minaur     | —                      | —                    | —                    | n.o.               | —     |
| 2022  | 3e tour T. Fritz      | 1er tour T. Daniel    | 1er tour F. Delbonis  | —                         | —                      | —                    | 1er tour M. Čilić    | n.o.               | —     |
| 2023  | 1er tour Wu Y.        | 1er tour A. Kovacevic | 2e tour A. Rublev     | 1/8 de finale D. Altmaier | 1er tour T. Kokkinakis | —                    | —                    | 2e tour B. Shelton | —     |
| 2024  | 1er tour A. Michelsen | 1er tour M. Landaluce | 1er tour R. Safiullin | 2e tour J.-L. Struff      | 2e tour C. Norrie      | —                    | 1er tour J. Draper   | 2e tour J. Lehečka | —     |
| 2025  | 1er tour K. Nishikori | 3e tour G. Monfils    | —                     | 1er tour R. Bautista      | 1/8 de finale C. Ruud  | 2e tour F. Cerúndolo | 1er tour F. Comesaña |                    |       |

N.B. : sous le résultat se trouve le nom de l’ultime adversaire.

## Victoires sur le top 10
Toutes ses victoires sur des joueurs classés dans le top 10 de l'ATP lors de la rencontre.
| Légende      |
| Grand Chelem |
| Masters 1000 |
| 500 Series   |
| 250 Series   |

| # | J.M.  | Tournoi   | Année | Surface      | Adversaire       | Rang | Tour | Score          |
| - | ----- | --------- | ----- | ------------ | ---------------- | ---- | ---- | -------------- |
| 1 | no 60 | Marrakech | 2019  | Terre battue | Alexander Zverev | no 3 | 1/8  | 7-61, 2-6, 6-3 |
| 2 | no 58 | Tokyo     | 2022  | Dur          | Casper Ruud      | no 3 | 1/16 | 6-3, 6-3       |
| 3 | no 56 | Miami     | 2025  | Dur          | Daniil Medvedev  | no 8 | 1/32 | 6-2, 6-3       |

## Classements ATP en fin de saison
| Année          | 2014 | 2015 | 2016 | 2017 | 2018 | 2019 | 2020 | 2021 | 2022 | 2023 | 2024 |
| Rang en simple | 945  | 439  | 293  | 188  | 81   | 86   | 110  | 84   | 58   | 86   | 62   |
| Rang en double | 780  | 611  | 412  | 303  | 230  | 171  | 172  | 178  | 192  | 249  | 319  |

Source : (en) Classements de Jaume Munar sur le site officiel de la Fédération internationale de tennis